# 07th Expansion
07th Expansion (セブンスエクスパンション?  Sebunsu Ekusupanshon) es un dōjin especializado en novelas visuales denominadas sound novels. El miembro fundador del dōjin circle es Ryukishi07. El primer trabajo del grupo fue dibujar para el juego de cartas Leaf Fight. Es conocido actualmente por crear la franquicia When They Cry, que incluye las series de Higurashi no Naku Koro ni, Umineko no Naku Koro ni y la reciente Ciconia no Naku Koro ni.

## Miembros actuales
- Ryukishi07 - Director, escritor e ilustrador parcial.
- Hachi Sakura/Yatasakura - Programador en NScripter. Es el hermano menor de Ryukishi07
- Toki hi - Ayudante con el proceso de script en Nscripter.
- dai - Director de música, efectos de sonido

### Exmiembros
- Rettsukameria/Naruse Tsubaki - Color de ilustraciones.
- BT - Exadministrador de la página web. (Fallecido)

## Trabajos

### When They Cry
Higurashi
Higurashi no Naku Koro ni
Onikakushi-hen — 10 de agosto de 2002 (Comiket 62)
Watanagashi-hen — 29 de diciembre de 2002 (Comiket 63)
Tatarigoroshi-hen — 15 de agosto de 2003 (Comiket 64)
Himatsubushi-hen — 13 de agosto de 2004 (Comiket 66)
Higurashi no Naku Koro ni Kai
Meakashi-hen — 30 de diciembre de 2004 (Comiket 67)
Tsumihoroboshi-hen — 14 de agosto de 2005 (Comiket 68)
Minagoroshi-hen — 30 de diciembre de 2005 (Comiket 69)
Matsuribayashi-hen — 13 de agosto de 2006 (Comiket 70)
Higurashi no Naku Koro ni Rei (fandisc) — 31 de diciembre de 2006 (Comiket 71)
Umineko
Umineko no Naku Koro ni
Episodio 1: Legend of the Golden Witch — 17 de agosto de 2007 (Comiket 72)
Episodio 2: Turn of the Golden Witch — 31 de diciembre de 2007 (Comiket 73)
Episodio 3: Banquet of the Golden Witch — 15 de agosto de 2008 (Comiket 74)
Episodio 4: Alliance of the Golden Witch — 29 de diciembre de 2008 (Comiket 75)
Umineko no Naku Koro ni Chiru
Episodio 5: End of the golden witch — 16 de agosto de 2009 (Comiket 76)
Episodio 6: Dawn of the Golden Witch — 30 de diciembre de 2009 (Comiket 77) 
Episodio 7: Requiem of the Golden Witch — 14 de agosto de 2010 (Comiket 78)
Episodio 8: Twilight of the Golden Witch — 31 de diciembre de 2010 (Comiket 79)
Umineko no Naku Koro ni Tsubasa — 31 de diciembre de 2010 (Comiket 79)
Umineko no Naku Koro ni Hane — 31 de diciembre de 2011 (Comiket 81)
Ciconia
Ciconia no Naku Koro ni
Fase 1: For You, the Replaceble Ones — 4 de octubre de 2019 (Estreno mundial)
Fase 2: 2020

### Otras
Higanbana no Saku Yoru ni
Dai-ichi Ya — 13 de agosto de 2011 (Comiket 80)
Dai-ni Ya — 31 de diciembre de 2011 (Comiket 81)
Rose Guns Days
Temporada 1 — 11 de agosto de 2012 (Comiket 82)
Temporada 2 — 31 de diciembre de 2012 (Comiket 83)
Temporada 3 — 10 de agosto de 2013 (Comiket 84)
Temporada 4 — 31 de diciembre de 2013 (Comiket 85)

### Juegos de lucha
Ogon Musōkyoku — 31 de diciembre de 2010 (Comiket 79) 

Ogon Musōkyoku Cross — 31 de diciembre de 2011 (Comiket 81)

### Juegos de cartas
Leaf Fight 

' 'Tagai o Otoko no Musume Meido ni Chōkyōshi Au Game — 18 de noviembre de 2012
La saga Higurashi no Naku Koro ni también contiene títulos desarrollado por la compañía Alchemist: Higurashi no Naku Koro ni Matsuri para PlayStation 2 y Higurashi no Naku Koro ni Kizuna Nintendo DS.